# أخوية سيجما جاما رو النسائية
أسست سبع معلمات شابات أخوية سيجما جاما رو النسائية  في جامعة بتلر في مدينة إنديانابوليس، عاصمة ولاية إنديانا في الثاني عشر من نوفمبر عام 1922، ثم أُدمجت الأخوية في ولاية إنديانا في ديسمبر عام  1922، وأصبحت أخوية نسائية وطنية في الثلاثين من ديسمبر عام 1929 عندما تم منحها امتياز قسم ألفا.
منظمة سيجما جاما رو النسائية هي منظمة غير ربحية، هدفها تحسين نوعية الحياة في المجتمع من خلال برامجها وأنشطتها التي تستند بشكل جوهري على الخدمة العامة، وتنمية مهارات القيادة، وتعليم الشباب.
تأسست المنظمة خلال فترة الفصل العنصري، وهي المنظمة الوحيدة من بين المنظمات النسائية الأمريكية الأفريقية الأربعة التي تضم المجلس الوطني الذي تأسس في حرم جامعي ذي غالبية بيضاء.
تضم الأخوية أكثر من 10000 عضوًا مع أكثر من 500 عضوًا من الطلاب والخريجين في أنحاء الولايات المتحدة الأمريكية، وبرمودا، وجزر البهاما، وكندا، وكوريا. يمكن أن تنضم النساء إلى الأخوية من الطلاب في الكلية أو الجامعة، أو من الخريجين الحاصلين على شهادتهم الجامعية، وتدعم الأخوية أيضًا منظمتين فرعيتين تضم مجموعة من الشابات، تُدعى الأولى روير، والثانية فيلو، وهم من أصدقاء الأخوية.

## مجلس الأمناء (المؤوسسون)
- ماري لو أليسون جاردنر ليتل

تربت ماري في كنف صديق للعائلة بسبب وفاة والديها في حادثة قتل عندما كانت في الثالثة من عمرها. تخرجت ماري في مدرسة  شورتريدج الثانوية عام 1915، وحصلت على دبلومة من جامعة إنديانا عام 1918.بدأت حياتها المهنية في التدريس بعد التخرج مباشرة، وانتقلت إلى لوس أنجلوس في عام 1928 مع زوجها حيث أنهت تدريبها في جامعة كاليفورنيا. عملت ليتل في التدريس في مدارس لوس أنجلوس حتى تقاعدها في عام 1967. يقدم كأس باسمها في كل مجلس تعقده المنظمة إلى القسم صاحب البرنامج الأكثر نجاحًا.
- دوروثي هانلي وايتسايد

التحقت دوروثي بجامعة إنديانا بعد التخرج في مدرسة  شورتريدج الثانوية. التقت دوروثي مؤسِسات الأخوية عندما كانت تتدرب على وظيفتها كمعلمة في عام 1922.
عملت دوروثي في المدرسة حتى قررت التقاعد مبكرًا في عام 1951، وفي وقت لاحق ساعدت زوجها في تنمية أعماله التجارية، كما بدأت هي بعض أعمالها التجارية في القبعات النسائية، وعملت مع كنيستها ومنظمات عديدة أخرى، بعد وفاة زوجها، أدارت أعماله من عام 1955 إلى عام 1957، ثم عادت إلى التدريس مرة أخرى في عام 1959 واستمرت إلى أن تقاعدت في عام 1970.
- فيفيان إيرين وايت ماربوري

وُلدت ماربوري في الحادي عشر من مارس عام 1900. تخرجت في مدرسة شورتريدج الثانوية ثم جامعة إنديانا. حصلت على درجة البكالوريوس في التعليم من جامعة بتلر في يونيو 1931، ودرجة الماجستير من جامعة كولومبيا في مدينة نيويورك. حصلت على ميدالية بتلر، وهو أعلى تكريم يمكن أن يحصل عليه خريج من جامعة بتلر. تولت العديد من المناصب خلال حياتها المهنية مثل التدريس في كلية مورهاوس في أتلانتا، والعمل كمديرة لتعليم ممارسة المهنة للمدرسين من جامعة بتلر وجامعة إنديانا، والتدريس لمدة تسع سنوات في مدارس إنديانابوليس، كما أدارت مدرسة 87 العامة التي تحولت من مدرسة متنقلة قوامها أربع غرف إلى مدرسة تضم 18 غرفة و24 مدرسًا لمدة 48 سنة حتى تقاعدها في عام 1967. تزوجت في عام 1929، وأنجبت طفلين. توفت ماربوري في التاسع والعشرين من يوليو عام 2000. كانت ماربوري آخر المؤسِسات السبعة اللائي انضممن إلى الأخوية.
- ناني مي جان جونسون

ولدت جونسون في العشرين من شهر يونيو عام 1904 في إنديانابوليس في ولاية إنديانا. حصلت على درجة البكالوريوس في عام 1932 ودرجة الماجستير في عام 1941 من جامعة بتلر. بدأت العمل كمدرسة في عام 1923، وحصلت على ترقية في النهاية جعلتها تدير واحدة من أكبر المدارس الابتدائية في إنديانابوليس في ذلك الوقت، وعملت أيضًا بجد مع العديد من الأندية والمنظمات المختصة في خدمة المجتمع. تقاعدت السيدة جونسون في عام 1966.
- هاتي ماي أنيت دولين ريدفورد

واصلت ريدفورد تعليمها بعد التخرج  من مدرسة ثاوث بيند الثانوي حتى حصلت على درجة البكالوريوس من جامعة إنديانا، ودرجة الماجستير من جامعة بتلر، كما درست أيضًا في جامعة كليفلاند وملحق تابع لجامعة إنديانا. عملت كمدرسة لسنة واحدة في تير هوت، ولمدة 37 سنة في إنديانابوليس. تولت ريدفورد في الأخوية مناصب عديدة مثل منصب نائبة المنظمة، وأمينة صندوق، مستشارة مالية، وحصلت على العديد من الجوائز والأوسمة. تُمنح شهادات تقديرية باسم السيدة ريدفورد في كل مجلس إلى معارض قسم الإنجازات.
- بيسي مي داوني رودز مارتن

وُلدت السيدة مارتن في الثاني عشر من يوليو عام 1900. كانت الأصغر بين أبناء الأسرة الستة. التحقت بالمدرسة الابتدائية في إنديانابوليس. تخرجت في المدرسة الثانوية للتدريب اليدوي ومدرسة تعليم المدرسين. حصلت على درجة البكالوريوس من جامعة بتلر في يونيو عام 1943. عملت السيدة مارتن  كمدرسة في مدرسة إنديانابولس رقم أربعة لمدة 25 سنة. تزوجت السيدة مارتن مرتين، وكانت زوجة مخلصة، وعاملة مجدة في المدرسة والأخوية.
- كوبينا ماكلور

التحقت السيدة ماكلور بجامعة كليفلاند في أوهايو بعد تخرجها في مدرسة. حصلت السيدة كوبينا على منحة جريج الدراسية التي خططت أن تستخدمها من أجل الالتحاق بجامعة كولومبيا، لكن تراجعت عن قبول المنحة بسبب مرضها. كانت السيدة ماكلور ذات موهبة فنية، وساعدت في تصميم شعار الأخوية. ماتت السيدة ماكلور في سن مبكر في الرابع والعشرين من أغسطس عام 1924.

## البرامج المحلية
تكرس المنظمة قيادتها وخدماتها ومواردها من أجل إزالة الحواجز والتفاوتات حتى يتسنى لجميع الأمريكيين تنمية قدراتهم، وممارسة حقوقهم الكاملة كمواطنين. أظهرت المنظمة حرصها على تحسين نوعية الحياة والمجتمعات التي تخدمها من خلال دعم تشريعات حقوق الإنسان، وخدمة وتنمية أنشطة التنمية على مستوى القواعد الشعب وأنشطة تنمية المجتمع، ومن خلال المشاركة الفعالة في برامج المنظمات الفرعية والمنظمات الأخرى، كما تساهم الأخوية بفعالية في رعاية البرامج الدولية والوطنية التي تساهم في تحسين رفاهية الجميع.

### مكافحة الإيدز
مبادرة القيادة لمكافحة الإيدز هي شراكة بقيمة 16 مليون دولار على مدار ست سنوات مع مركز مكافحة الأمراض والوقاية منها، تهدف إلى تسخير القوى الجماعية لبعض المنظمات الرائدة في البلاد لمحاربة فيروس الإيدز بين السكان الأكثر تضررًا، وتعمل على الجمع بين عدد كبير من المنظمات، بما في ذلك المنظمات المدنية، والاجتماعية، والمهنية، ومنظمات حقوق الإنسان، وكذلك المنظمات الموجودة في الحكومة، والتعليم، والإعلام. بينما يمتلك شركاء المبادرة التزامات طويلة الأمد في مكافحة فيروس الإيدز، توفر المبادرة التمويل الضروري الذي يجعل مكافحة الإيدز أولوية في أجندة نشاطات شركائها اليومية.  تستخدم كل منظمة من المنظمات تمويل الأخوية لدعم منسقي حملات فيروس الإيدز الذين يعملون من خلال شبكات العضوية في الأخوية لتوزيع المواد اللازمة للحملة، وتوفير خدمات الوقاية من فيروس الإيدز. تُعد الحملة مكون رئيسي من مشروع مكافحة الإيدز الذي يبلغ تمويله 45 مليون دولار في مدة عمل خمس سنوات، ويهدف إلى إشراك كل أمريكي في حملة مكافحة الإيدز عن طريق مكافحة الرضا عن النفس فيما يخص الكشف، وزيادة الاختبارات التي تكشف عن المرض، وزيادة الوعي في المجتمعات المعرضة للخطر.

### مشروع السباحة 1922
تُعد الشراكة بين الأخوية وهيئة السباحة الأمريكية مبادرة رائدة، تسعى من خلالها الأخوية إلى تعزيز التزام هيئة السباحة الأمريكية بالتنوع والشمول من خلال المشاركة معها في زيادة المشاركة في رياضة السباحة، وتقليل معدلات الغرق في المجتمع. تتشارك المنظمتان مع بعضهما لمحاولة التأثير بالإيجاب على مجتمع النساء والفتيات السود انطلاقًا من أهداف هيئة السباحة الأمريكية المتمثلة في بناء القاعدة الجماهيرية، وتعزيز الرياضة، وتحقيق النجاح التنافسي، وأيضًا أهداف الأخوية المتمثل في شعارها الذي  يدعو إلى خدمة أكبر وتقدم أكبر.

### مشروع الطمأنينة
رعاية الأطفال وحمايتهم دائمًا ما تكون مصدر قلق الأسرة، لكن عندما يكون المراهقون هم أرباب الأسر سيصبح الأمر مصدر قلق المجتمع كله؛ لأن الأطفال الذين يولدون لمراهقين غالبًا ما يعانون من نقص الوزن عند الولادة، وضعف الرعاية الصحية، ويكونون أكثر عرضة إلى ترك المدرسة الثانوية، وأكثر عرضة إلى الفقر، ومن ثم خلق حلقة مغلقة من الإمكانات غير المحققة. كان الهدف من تطوير مشروع الطمأنينة هو تقديم الوعي الصحي  للأمهات المراهقات والحوامل منهم، وتوفير الدعم والتغذية.
تطور المشروع أكثر الآن من خلال التركيز على الخيارات والمعيشة والأجيال الصحية من أجل المساهمة في تقليل حمل المراهقات من خلال برنامج شامل على مدار السنة يتعامل مع الأسباب التي تؤدي إلى حمل المراهقات مثل تدني احترام الذات، والمشاكل الاقتصادية، ومشاكل التغذية، كما توفر الدعم أيضًا لو حدث حمل.

### مشروع المدخرين الصغار
صُمم المشروع من أجل تنمية الوعي تجاه مختلف التسهيلات المصرفية والخدمات المتاحة، ويهدف البرنامج إلى توفير المعرفة من خلال التعرف على مهارات الحياة اليومية بخصوص الادخار وشراء السندات التي تتراوح من ستة أعوام إلى ثمانية عشر عامًا، ويخوض المشاركون تجارب عن مهارات الحياة الواقعية  في الاستثمار الأساسي، وإعداد أهداف محددة يمكن تحقيقها عن طريق مراقبة وتوجيه الأموال والأنشطة.

### عملية الحقيبة المدرسية الكبيرة
يتيح المشروع إلى منشآت مختارة عبر الولاية الحقائب، والدفاتر، وأوراق الرسم والكتابة، وأقلام الرصاص، وأقلام الحبر الجاف، والقواميس، ومعجم المفردات، والمماح، والغراء، والورق المقوى، والكتب، والموسوعات، والآلات الكاتبة، وأجهزة الكمبيوتر، وغيرهم الكثير من الأدوات المدرسية، كما وفرت الأخوية من خلال المشروع برنامج توجيهي وتعليمي عبر أنحاء الولاية بهدف إفادة الأطفال في المنشآت التي تم اختيارها.
يعد الإنجاز الشامل والفعال الذي حققه البرنامج مصدر لا يُقدر بثمن بالنسبة إلى الأطفال عن طريق:
1. منح الأطفال قدرة على الوصول السهل والسريع إلى المواد المرجعية وغيرها من الأدوات والمساعدات الدراسية التي ستساعدهم في مشوارهم التعليمي.
2. إمداد الأطفال بالوسائل التي تساعدهم في إنجاز فروضهم المنزلية حتى يكونوا دائمًا على اطلاع بما هو جديد في المقررات الدراسية.
3. مساعدة الملاجئ، والمراكز، والمدارس، والمستشفيات في جهودهم المبذولة من أجل تحقيق المتطلبات التعليمية التي يحتاجها الأطفال والشباب المقيمون في المنشآت.[3]

### ندوة سيجما للشباب
تركز ندوة سيجما، برعاية وبالاقتران مع إحياء ذكرى أسبوع سيجما، على بعض المخاوف التي تؤثر سلبًا على الشباب مثل المخدرات، وعنف المراهقين، والتعرض إلى سوء المعاملة، وتدني احترام الذات، والانتحار، وحمل المراهقات، ويُقام هذا الحفل السنوي في السبت الثاني من شهر مارس مع كل دفعة من الخريجين.

### البرنامج الوطني للتبرع بالنخاع
تأسس البرنامج عام 1992، وكان الهدف منه تقليل عدد الوفيات من الأفارقة الأمريكيين الناتج عن قلة عدد المتبرعين المناسبين  بالنخاع، ويركز البرنامج على تعليم وتطويع المتبرعين من أعضاء الأخوية والمنظمات التابعة لها والمجتمع.

### برنامج هاتي ماكدنيل للصحة والتوعية بالسرطان
تدرك الأخوية أن الأمريكيين الأفارقة يشكلون نسبة كبيرة من مرضى السرطان في أمريكا، وتشير الإحصائيات في عام 2001 أن  63500 من الأمريكيين الأفارقة سيموتون من السرطان، بالإضافة إلى أنهم يمتلكون أعلى معدلات وفاة مقارنة مع الأعراق الأخرى، ومن ثم ترى الأخوية ضرورة توفير التثقيف والدعم الفعال فيما يخص الكشف المبكر عن السرطان، وكذلك دعم الأبحاث من أجل الوقاية والعلاج من سرطان الثدي، والبروستاتا، والمبيض والقولون، وغيرهم من أنواع السرطانات.

### اربط حزام الأمان
برنامج أمان وتوعية، يقدم إرشادًا إلى المواطنين بشأن أهمية حزام الأمان في إنقاذ الحياة.

## البرامج الدولية

### مشروع  مواناموجيمو
مشروع  مواناموجيمو هو مسابقة مقالات، هدفها الأساسي توفير فرصة للطلاب لزيادة معرفتهم بتطور قارة أفريقيا التاريخي والمعاصر، كما تهدف إلى إمداد السكان المستهدفين بالفرص الآتية:
1. إعطائهم وسائل منظمة من أجل التعرف على أفريقيا.
2. زيادة الوعي حول التراث الثقافي الإفريقي.
3. تحسين مهارات الكتابة والبحث.

اختارت المنظمة اسم المشروع من وحي مثل أوغندي يعني أن كل بذرة صغيرة تنطوي على شجرة عظيم. تتولى المنظمات الفرعية التي تتبع الأخوية المسابقات المحلية، وتوفر الجوائز، كما تُقام أيضًا مسابقات إقليمية، ويُعلن أسماء الفائزين في المؤتمرات الإقليمية.

### برنامج من أجل أفريقيا
ساهمت الأخوية بالمشاركة  على مدار سنوات عديدة مع منظمة رعاية أفريقيا في توفير الآف الدولارات لشراء مطاحن الحبوب للنساء الأفريقيات من أجل مساعدتهم في تخفيف أعمالهم الشاقة.
تطورت رؤية المشروع الآن بسبب الاحتياجات الأخرى التي قابلتهم مثل التمويل المالي، والوعي بفيروس الإيدز، والتعليم، والعلاج.

## المؤسسات

### صندوق دعم التعليم المحلي
تتمثل مهمة صندوق التعليم الوطني في توفير معونة المنح الدراسية إلى الطلاب المحتاجين من جميع الأجناس، ذكورًا وإناثًا، وإدارة البرامج التعليمية من أجل تحسين نوعية الحياة، ويجتمع أمناء الصندوق سنويًا بالتناوب على أماكن جغرافية تغطي جميع أنحاء البلاد، ويقدم الصندوق المنح إلى طلاب ما قبل التعليم الجامعي، والطلاب الجامعيين، والخريجين ممن هم بحاجة إلى دعم مالي.

### مؤسسة اللآلئ السبع
تأسست المؤسسة في ديسمبر عام 2004، وحصلت على الإعفاء الضريبي الدائم باعتبارها مؤسسة غير ربحية في عام 2008. يقع مقر المؤسسة الرئيسي في بلدة كاري في كارولينا الشمالية، وهو مسجل لدى ولاية كارولينا الشمالية ودائرة الإيرادات الداخلية.
تتمثل مهمة المؤسسة على سبع محاور:
1. حماية جميع ممتلكات منظمة سيجما جاما رو العقارية.
2. لعب دور الوسيط الذي يتلقى أموال التبرعات والمنح التي تخص الأخوية
3. تطوير الخطط التي تحسن من الصورة الإيجابية للأخوية.
4. تحسين الشراكات التي تدعم المبادرات الإقليمية.
5. دعم المبادرات التكنولوجية في مقر  الأخوية.
6. تحديد الموارد والخطط التي تساهم في القضاء على الرهن.
7. استضافة مأدبة غذاء للأعضاء الدائمين خلال انعقاد المجلس

يدير المؤسسة الرئيس، والمدير التنفيذي، وممثل عن كل منطقة من مناطق الأخوية الخمسة، ومستشار قانوني، وأمين صندوق، وإضافة إلى ذلك حددت المؤسسة مجموعة شركات تعمل كملحق لها من أجل كسب مصداقية لها عند الشركات.

### مؤسسة سيجما العامة للتعليم والبحث
مؤسسة سيجما العاملة للتعليم والبحث هي منظمة فرعية تتبع الأخوية. تأسست المؤسسة في عام 1993 كعنصر داخل الأخوية خلال إدارة كورين ج. جرين. حصلت المؤسسة في عام 1995 على الإعفاء الضريبي، وأصبحت هيئة مستقلة، مع الانتساب إلى الأخوية، لها مقرها المسجل في نيفادا.
تهدف المؤسسة إلى تعزيز التقدم الاجتماعي، والمدني، والثقافي، والاقتصادي، والتعليمي للأسر الغير محصنة أو المعرضة للخطر من خلال الخدمات المجتمعية، والتعليم العام، والدعوة، وأبحاث العلوم الاجتماعية.
تعتمد أهداف المؤسسة على تطوير برامج الدعوة والتعليم العام التي من شأنها أن تحد من الفقر، وتحسين نوعية الحياة للأقليات والنساء والأطفال. تركز المؤسسة على أبحاث العلوم الاجتماعية، والعلاقة النباشرة بين تصاعد معدلات الفقر، والأمية، والأخلاقيات، وبين تفكك الأسرة. تسعى المؤسسة إلى الحصول على مصادر تمويل، وتقديم المساعدة التقنية في إدارة البرنامج وتطويره. كان الهدف من تأسيس المؤسسة زيادة وصول الموارد إلى المنظمات  المجتمعية المحلية من أجل برمجة أنشطة خدمة المجتمع.
تشجع المؤسسة المنظمات المجتمعية على الاستفادة من خدماتها التي تقدمها عن طريق إخبارهم بالعمليات التي يتم عن طريقها الحصول على مصادر تمويل إضافية، وروابط تنظيمية ضرويرية من أجل الانتقال من مشروع ناجح إلى مشروع آخر ممتد. تشجع المعلومات المُقدمة المنظمات المجتمعية على توسيع المشروعات الحالية، وتيسير برامج إضافية تزيد من الدعم المالي. تتطلع المؤسسة إلى تحقيق مهمتها عن طريق توفير تنمية مدنية واقتصادية إلى الأسر المعرضة للخطر والمجتمعات. تسعى المؤسسة إلى تسهيل الوصول إلى الأسواق الخيرية، والابتكار المحلي والتنمية، وتجارب القطاع الغير ربحي. تقدم المؤسسة كامل رعايتها القانونية والمالية إلى المشارع التي تدعمها.

### برامج مؤسسة سيجما

#### نعال من أجل أرواح صغيرة
يعمل البرنامج على تجميع وتوزيع الأحذية، كما يوفر المال لشراء أحذية، وتحديد المنظمات المجتمعية الأهلية ، والطلاب من المرحلة الابتدائية حتى الثانوية.

#### تمكين الأخوات في برامج القيادة والتنمية
يساعد البرنامج الفتيات، من خلال جهودهن، في اكتشاف أفضل مواهبهن من أجل الصالح الفردي والعام.
يُعد البرنامج مقاربة وقائية أو تدخلية لتمكين الفتيات بالمعرفة والمهارات والقدرات من أجل الانتقال بنجاح من مرحلة المراهقة إلى مرحلة البلوغ.

## المنظمات الفرعية التابعة

### منظمة فيلو
عززت الأخوية منذ إنشائها الوحدة بين النساء، ولسنوات عديدة عمل قسم الخريجين مع الأفراد الذين لم يكونوا أعضاء في المنظمات لاتينية الحروف، وتم توزيع النساء في شكل مجموعات معاونة تحمل أسماءً مختلفة حتى عام 1945 عندما قبلت الأخوية رسميًا ضمهم كمنظمة فرعية تابعة لها تحت اسم فيلو الذي يعني الصديق.
عملت المنظمة في عام 1980 على المستوى المحلي، وتطورت تدريجيا حتى مثلث مئات النساء على المستوى الإقليمي أيضًا. ساهمت المنظمة بعدد لا حصر له من الساعات في خدمة المجتمع، وتوفير الآف الدولارات لمساعدة منظمة سيجما جاما رو في هدفها الذي يتمثل في تحسين نوعية الحياة داخل كل مجتمع.

### منظمة روير
كان حب الشباب وتطوير إمكانيتهم هو العامل المحفز والأساسي الذي الهم ماري لو أليسون جاردنر ليتل لإنشاء الأخوية. يواجه الشباب اليوم تحديات لم يكن أحد يتوقعها منذ سنوات، لكن مثل هذه التحديات تعطي فرص إلى المنظمة لتستمر في تحقيق رؤية السيدة ليتل.
تتكون منظمة الروير من فتيات يتم تنظيمهن على المستوى المحلي، والإقليمي، والوطني. تعمل المنظمة في مساعدة الشباب الآخرين أثناء دراستهم لتراثهم، وتطوير مهاراتهم القيادية. تساعد الأخوية فتيات المنظمة ليصبحن نساءً جاهزات للتفاني في خدمة الأخوية.

## العضوية
تضم الأخوية نساءً من طلاب الجامعة والخريجات من مختلف المجالات، ويتم الاعتراف بخريجات الأخوية كقادة على المستوى المحلي، والوطني، والدولي في العديد من المجالات مثل النشاط المجتمعي، والترفيه، والإعلام، والأدب، والحكومة. لا يحصل أحد على العضوية في اخوية سيجما جاما رو سوى عن طريق الدعوة فقط.

### حوادث الانتهاك البارزة
كتبت صحيفة النيويورك تايمز مقالًا عن حادثتين انتهاك تخص الأخوية. قدمت متعهدة من جامعة ولاية سان خوسيه دعوة مدنية ضد الأخوية بعد تعرضها للضرب المبرح، والانتهاك، والتهديد بعدم الحديث عما حدث. أُلقي القبض على أربعة أعضاء من الأخوية، وتم إيداعهم لمدة تسعين يومًا في سجن المقاطعة في عام 2008. وقُبض على ست نساء من الأخوية في عام 2010 في جامعة روتجرز، وواجهن تهمة جنائية بعدما تعدوا على متعهدة أكثر من 200 مرة مما جعلها في حالة تتطلب العناية الطبية.

### الرؤساء
القائمة التالية تضم رؤساء الأخوية منذ التأسيس في عام 1925 إلى الآن:
- ماري غاردنر ليتل، 1925-1926
- إيديث مالون وارد، 1926-1927
- فاني أوبانون روبنسون، 1927-1931
- إيديث روتشي والكر، 1931-1934
- بيرثا بلاك رودا، 1934-1944
- إثيل روس سميث، 1944-1948
- سالي جونسون ، 1948-1954
- إدنا دوجلاس، 1954-1959
- لورين أ. ويليامز، 1959-1962
- كليو س. هيجنز، 1962-1963
- آني ل. نيفيل، 1963-1967
- لورين أ. ويليامز، 1967-1971
- آني لورانس براون، 1971-1976
- إيفلين هود، 1976-1980
- أليس م. سوين، 1980-1984
- ريجستا ف. بير، 1984-1988
- كاتي كينارد وايت، 1988-1992
- كورين ج. جرين، 1992-1996
- لارونا جي موريس، 1996-2000
- هيلين ج. أوينز، 2000-2004
- مينورا براينت، 2004-2008
- جوان جي لوفليس، 2008-2012
- بونيتا م. هيرنج، 2012-2016
- ديبورا كاتينجز سميث 2016-حتى الآن

### أعضاء بارزون
يوجد العديد من النساء البارزات اللائي يمتلكن عضوية في أخوسية سيجما جاما رو النسائية
التلفزيون، والسينما، والإذاعة
- هيتي فيرين بارنهيل - مغنية، وراقصة، وممثلة، ومصممة رقصات
- هاتي ماكدانييل - ممثلة (فيلم ذهب مع الريح ، 1939)
- لي تشامبرلين - ممثلة
- ميري دي - مذيعة، ومراسلة أخبار قديرة
- إيليا إنغجلش- ممثلة، ومنتجة
- آنا ماريا هورسفورد - ممثلة
- جو آن هارت - مضيفة برنامج حواري، وشخصية إذاعية
- ليندا مكلور - ممثلة، وعارضة أزياء
- مارلين ماكو - ممثلة، ومغنية
- أوكيما ت. مور - ممثلة
- بريندا بريسلي - ممثلة
- فيكتوريا رويل - ممثلة ، وناشطة في مجال الرعاية البديلة
- لاريتا شيلبي - فنانة ، ومضيفة ، ومغنية ، ومتحدث تحفيزية، ملكة جمال بلاك وورلد السابقة
- مونيك ويليامز - مراسلة
- تونيا لي ويليامز - ممثلة
- أودري جونز - حائزة على جائزة إيمي
- ديشونا باربر - ملكة جمال الولايات المتحدة الأمريكية عام 2016، ونقيب في الجيش الاحتياطي في الولايات المتحدة، ومتحدثة تحفيزية

#### موسيقى
- فانيسا بيل ارمسترونغ - مغنية جوسبل مرشحة لجائزة الجرامي
- ميا هوكينز - مغنية جوسبل، وكاتبة أغاني، وممثلة برودواي، وقسيسة
- إيفا جيسي - أول امرأة أمريكية من أصل أفريقي تحصل على جائزة التميز الدولي كقائدة محترفة للجوقة، وقادت الجوكة في مارس عام 1963 في واشنطن
- ميساء ليك - مغنية جاز مرشحة لجائزة الجرامي
- لانا مايكلل مورر - مغنية هيب هوب
- كيلي برايس - مغنية آر آند بي مرشحة لجائزة الجرامي
- مارثا ريفز - مغنية آر آند بي وبوب، وسياسية سابقة، ومغنية سابقة في مجموعة موتاون للفتيات

#### كوميديا
- ليجان لورد - كوميديانية
- السيدة دوبري - كوميديانية

#### السياسة والحكومة
- ماري كورين موريسون كليبورن بوجز - أول امرأة منخبة في الكونجرس من ولاية لويزيانا
- كورين براون - سياسية أمريكية سابقة، وممثلة شابقة عن ولاية فلوريدا في مجلس النواب
- يوجينيا تشارلز - أول سيدة تتولى منصب رئاسة الوزراء في دومينيكا، وأول رئيسة منتخبة للحكومة في الأمريكتين
- غويندولين سوير شيري - أول امرأة أمريكية من أصل أفريقي تعمل في هيئة تشريع ولاية فلوريدا، ومربية، ومحامية ، مؤلفة ، وممثلة مجلس الواب عن ولاية فلوريدا
- إلين بالمر - قاضية المحكمة المدنية رقم 215 في مقاطعة هاريس في ولاية تكساس
- جورجيا ديفيس باورز - أول امرأة وشخصية ملونة تنتخب لعضوية مجلس شيوخ عن ولاية كنتاكي
- روبن كيلي - خدمت في مجلس نواب ولاية إلينوي
- أندريا س. ماكيلروي - النائبة الأولى السابقة لرئيس مجلس بلدة إيرفينجتون في ولاية نيو جيرسي